# Стивън Сънди
Стивън Обаяан Сънди (на английски: Stephen Obayan Sunday) е нигерийски професионален футболист, национал на Нигерия, полузащитник, бивш състезател на ЦСКА. От януари 2016 играе в МЛС за Реал Солт Лейк

## Кратка спортна биография
Роден е на 17 септември 1988 година в Лагос, Нигерия. Започва професионалната си кариера в отбора на Поли Ехидо Испания през 2005 година. През 2007 година е привлечен във Валенсия. През 2008 година е даден под наем в отбора на Осасуна. През сезон 2009/2010 защитава цветовете на Реал Бетис. Следват два сезона в Нумансия. Последният отбор на Сънди е израелският Бней Сахнин.
Има мачове за младежките отбори на Испания до 19, 20 и 21 години. През 2010 година дебютира за националния отбор на Нигерия.